# 金鳌山站
金鰲山站是位于重庆市大渡口区的重庆轨道交通18号线车站，车站编号18/17，2023年12月28日随18号线一期建成启用。